# Baba en Mai (Paramaribo)

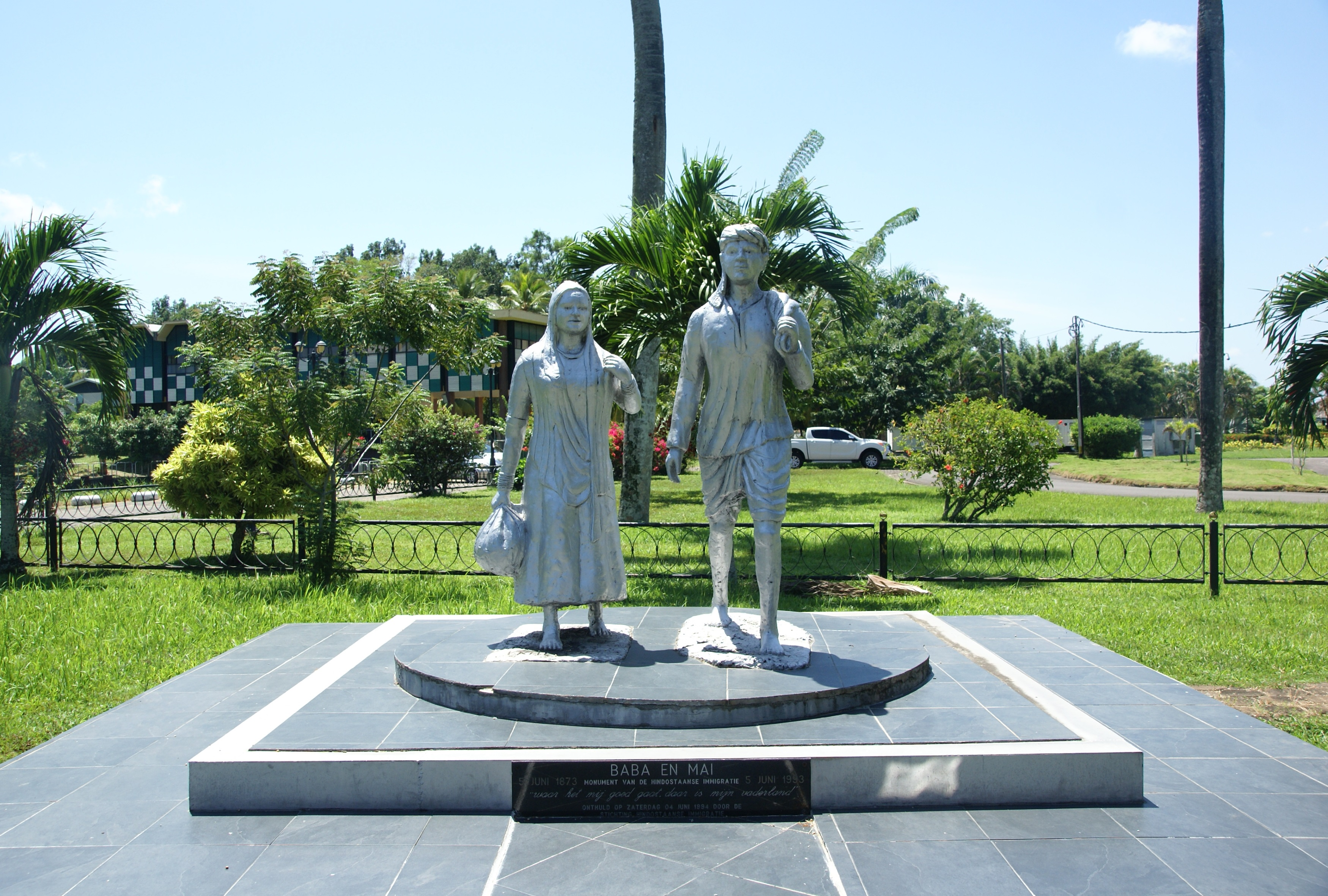
Het immigratiemonument Baba en Mai.

Baba en Mai is de naam van het immigratiemonument dat staat aan de Kleine Combéweg in Paramaribo, Suriname. Baba en mai betekent vader en moeder.
Het standbeeld werd opgericht ter herinnering aan de komst van de eerste Hindoestaanse immigranten naar Suriname. Het beeld is gegoten in 2500 kilo massief aluminium. De volgorde op het beeld is omgekeerd. De naam is Baba en Mai en van links naar rechts zijn Mai en Baba te zien.
Op deze plaats stond in die tijd een koeliedepot.
Het standbeeld werd ontworpen door de kunstenaar Krishnapersad Khedoe (1940-2017) en werd door Suralco-medewerkers in aluminium gegoten. Zij stellen een immigrantenechtpaar voor dat in 1873 uit Calcutta kwam. Als contractarbeiders (kantraki) hadden zij niet veel mee op reis, enkel wat kleding, een lota (beker) en een thali (een koperen eetschaal). Op 4 juni 1994 werd het standbeeld onthuld.
Op het granieten voetstuk zit een plaquette met de tekst:
Baba en Mai
5 juni 1873 Monument van de Hindostaanse immigratie 5 juni 1993
"waar het mij goed gaat, daar is mijn vaderland"
onthuld op zaterdag 4 juni 1994 door de
stichting Hindostaanse immigratie
Het citaat is van Mahatma Gandhi.
Bij het beeld is een bord geplaatst met daarop een lijst van namen van de schepen, datum van aankomst en contractnummers waarmee de Hindoestaanse immigranten in Suriname aankwamen in de periode 1873-1916.
Een eerste versie van Baba van het kunstwerk werd begin 1993 door Khedoe in de auto geladen. Vrijwel meteen na vertrek viel het van de achterbank waarbij beide armen eraf braken. De oplevering liep daardoor maanden vertraging op. Khedoe bewaarde het beeld zonder armen op zijn voorerf. Het stond onder twee wilgen op een autovelg langs de trens. Sinds de opening van het Krishnapersad Khedoe Museum in zijn voormalige woning aan de Noordpolderdam staat het op een sokkel voor de ingang.

## Andere beelden
Ook op andere plaatsen staan Baba en Mai monumenten. Het tweede staat in de Indiase stad Calcutta (2015), het derde op het Brasaplein in Nieuw-Nickerie (2017), het vierde in Nieuw-Amsterdam (2019) en het vijfde in Groningen.